# Едвард Тејтум
Едвард Лори Тејтум (енгл. Edward Tatum; Болдер, 14. децембар 1909 — Њујорк, 5. новембар 1975) је био амерички генетичар и добитник Нобелове награде за медицину 1958. са Џорџом Бидлом за откриће да гени контролишу појединачне кораке у метаболизму. 

## Биографија
Тејтум је рођен 14. децембра 1909. у Болдеру. Студирао је на Универзитету у Чикагу две године, након чега је прешао на Универзитет Висконсина у Медисону где је дипломирао 1931. и докторирао 1934. Од 1937. године је радио на Универзитету Станфорд где је започео сарадњу са Џорџом Бидлом. Године 1945. се пребацио на Универзитет Јејл где је био ментор Џошуи Ледербергу. Вратио се на Универзитет Станфорд 1948, а затим се придружио Универзитету Рокфелер 1957. 
Године 1958. је са Бидлом добио Нобелову награду за медицину, за откриће да гени контролишу појединачне кораке у метаболизму. Излагали су Neurospora crassa рендгенским зрацима изазвавши мутације које су у низу експеримената показале промене у специфичним ензимима укљученим у метаболичке путеве. Ови експерименти, објављени 1941. године, су их навели да дефинишу директну везу између гена и ензимских реакција, познату као хипотеза „један ген, један ензим”.
Након нобеловања, Тејтум је наставио да проучава генетику бактерија. Активно подручје истраживања му је било разумевање основа биосинтезе триптофана у ешерихији коли. Касније су Тејтум и Ледерберг показали да ешерихија коли може делити генетске информације путем рекомбинације. Преминуо је 5. новембра 1975. у Њујорку од срчане инсуфицијенције компликоване хроничним емфиземом.